# Conradi Norbert
Conradi Ignác Norbert (Ignatius Norbertus a Passione Domini) (Pest, 1718. június 20. – Nyitra, 1785. augusztus 28.) piarista rendi tanár, rendtartományi főnök, költő.

## Élete
A gimnázium alsóbb osztályait szülővárosában végezte s 1733. október 11.-én a piarista rendbe lépett Kecskeméten és ott, valamint Máramarosszigeten, Nagykárolyban folytatta tanulmányait, melyeknek bevégezte után 1742–1743-ban Kecskeméten és Pesten a gimnáziumban tanított; ekkor bővebb ismeretek szerzése végett külföldre utazott, Rómában 1744-ben teológiát tanult és 1745. január 24.-én ugyanott misés pappá szentelték. Innét visszatérve, Bukarestben három hónapig a gimnázium tanára volt; 1747-ben Brassóban Stentz tábornok fiainak nevelője; 1748-ban Pesten, 1749-ben pedig Nyitrán a retorika és poezis tanára; 1750–1751-ben Bécsben a Lichtenstein académiában a logica, metaphysica és ethica tanára; 1752-ben Nyitrán a nemes ifjak igazgatója s tanára; 1753–1754-ben Pesten bölcselettanár és a gimnázium igazgatója; 1755. és 1756-ban Forgách László és János grófoknak tanítója a bölcseletben Nyitrán és Nagyváradon; 1757-ben vicerektor és teológiai tanár Debrecenben; 1758–1761-ig ugyanaz Vácon és gymnasiumi igazgató; 1762. Pesten az iskolák igazgatója és német hitszónok; 1763-ban Veszprémben vicerektor és teológiai tanár; 1764–1769-ig ugyanott házfőnök és rendtartományi kormánytanácsos; 1770–1772-ben consultor provincialis; 1773–1775-ben Pesten ugyanaz, rector és kormánysegéd; 1776–1782-ben ugyanaz Nyitrán; 1782 októberétől rendtartományi főnök.

## Művei
- Oratio de laudibus exc… dni Martini Biró Episcopi Veszprimiensis altero parentalium die XVI. Kal. Octob. 1762 Veszprimii habita. Pestini, 1762
- P. Vincentius Talenti a S. Philippo Nerio: Vito et rerum gestarum compendium Josephi Calasanctii a Matre Dei. Posonii, 1769 (fordította az olasz eredetiből)
- Horányi szerint Zimányi Lajos piarista tanár kiadta odáit, epigrammjait és egyéb verseit Pesten 1792-ben; de e mű nem jelent meg; censurai kézirati példánya megvan a budapesti piarista rendház könyvtárában. Janus Pannonius munkáit kiadta (Buda, 1754.) és a költő élete s munkáiról előszót irt hozzá; kiadta továbbá Corsini Ede Dissertationes Agonisticae cz. munkáját (Bécs, 1754.), végre a Chelucci Paulinus Orationum in Romanae sapientiae archigymnasio recitatorum két kötetét (Buda, 1754)

Korának egyik legjelesebb latin költője volt és több alkalmi latin odát és más verset nyomatott.
Arcképe, olajfestmény, megvan a budapesti piarista rendházban.